# Dražen Vrh
Dražen Vrh – wieś w Słowenii, w gminie Sveta Ana. W 2018 roku liczyła 158 mieszkańców.